# Gorilla gorilla
Il gorilla occidentale (Gorilla gorilla Savage & Wyman, 1847) è una scimmia antropomorfa della famiglia Hominidae.

## Tassonomia
Una descrizione formale della specie fu fornita da Thomas Savage nel 1847, alleando la nuova specie a una precedente descrizione dello scimpanzé come gorilla Troglodytes in un gruppo di scimmie orientali che chiamava " oranghi ". L'autore ha scelto l'epiteto specifico per il nome dato da Hanno agli "uomini selvaggi" che aveva notato sulla costa orientale dell'Africa, presunta da Savage come una specie di orango. 
Successivamente sono state riconosciute 2 sottospecie:
- Gorilla gorilla gorilla
- Gorilla gorilla diehli

Quasi tutti gli individui di questo taxon appartengono alla sottospecie di gorilla di pianura occidentale, mentre solo una piccola popolazione è compostra dai gorilla del fiume Cross.

## Descrizione

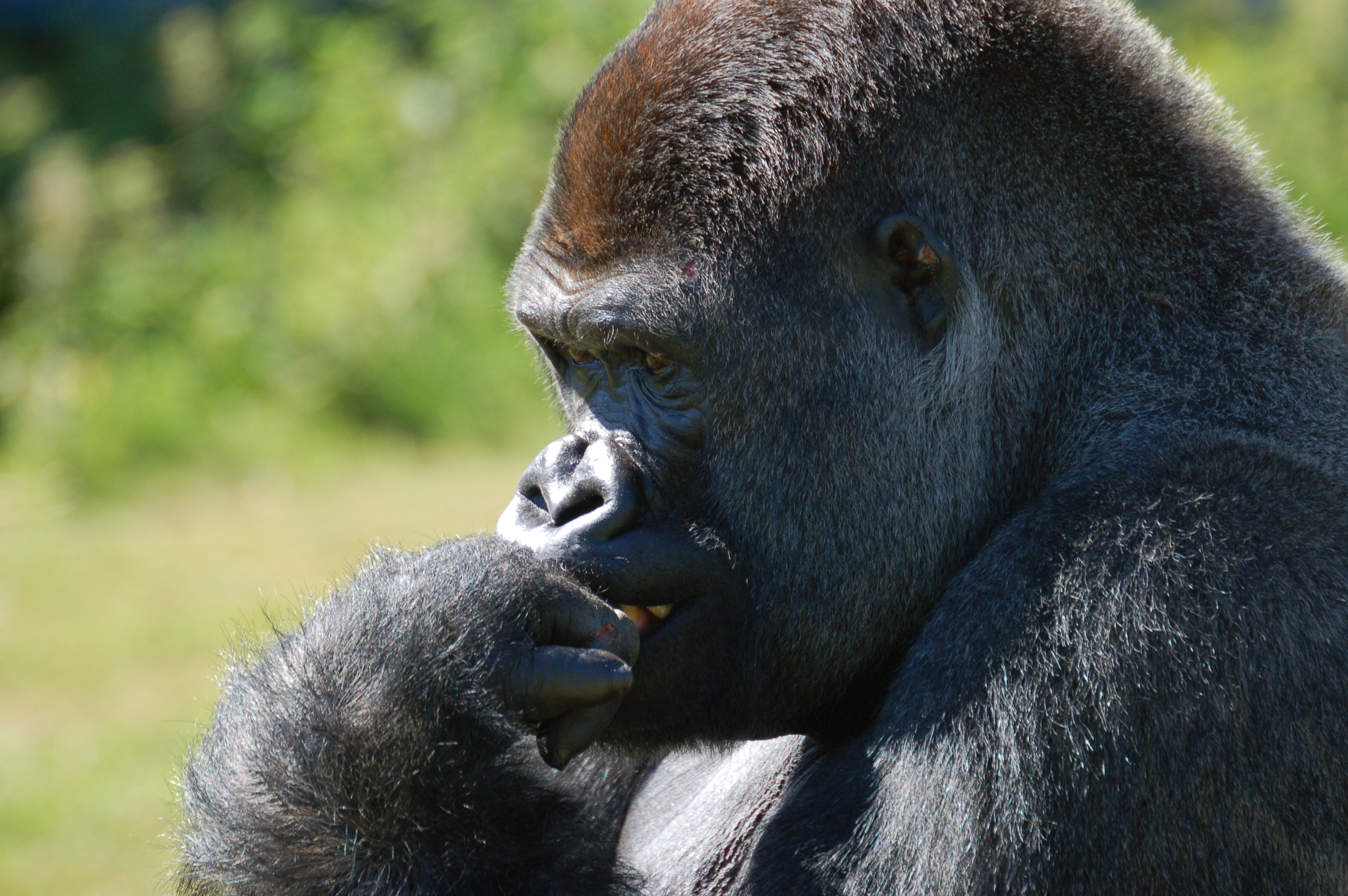
Particolare del capo di un gorilla maschio

I gorilla occidentali sono generalmente di colore più chiaro dei gorilla orientali. I gorilla occidentali hanno pelliccia nera, grigio scura o grigio-marrone scuro con una fronte brunastra. I maschi sono alti in media 167 cm (5 piedi 5,7 pollici) pur raggiungendo un'altezza fino a 176 cm (5 piedi 9,3 pollici), con maschi che hanno un peso medio di 168 chilogrammi (370 libbre) e femmine che pesano dai 58 ai 72 chilogrammi (da 128 a 159 libbre). I gorilla occidentali in cattività pesano in media 157 kg (346 libbre) nei maschi e 80 kg (176 libbre) nelle femmine. Il gorilla di Cross River differisce dal gorilla di pianura occidentale sia per le dimensioni del cranio che per quelle dei denti.

## Biologia

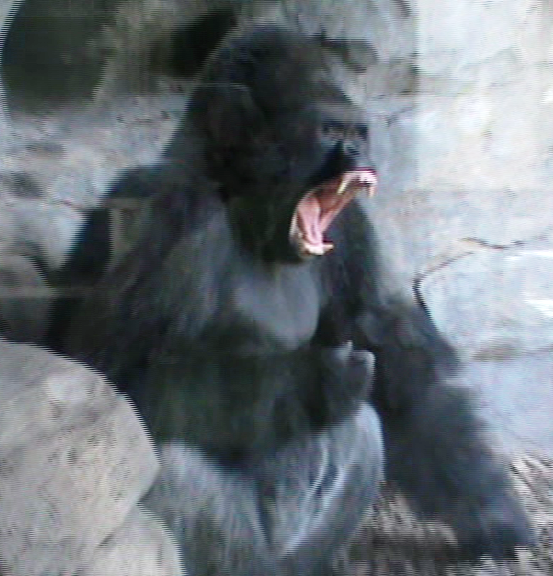
Gorilla gorilla nel Bioparc di Valencia

I gorilla di pianura occidentali vivono in gruppi di dimensioni variabili da due a venti individui. Tali gruppi sono composti da almeno un maschio, diverse femmine e la loro prole. Un maschio dominante silverback guida il gruppo, con i maschi più giovani che di solito lasciano il gruppo quando raggiungono la maturità. Le femmine si trasferiscono in un altro gruppo prima della riproduzione, che inizia tra gli otto ei nove anni; si prendono cura dei loro bambini piccoli per i primi tre o quattro anni della loro vita. L'intervallo tra le nascite, quindi, è lungo, il che spiega in parte i lenti tassi di crescita della popolazione che rendono il gorilla di pianura occidentale così vulnerabile al bracconaggio. A causa del lungo tempo di gestazione, del lungo periodo di cure parentali e della mortalità infantile, una femmina di gorilla darà alla luce solo una prole che sopravvive fino alla maturità ogni sei-otto anni. I gorilla di pianura occidentali sono longevi e possono sopravvivere fino a 40 anni in natura. Il raggio d'azione di un gruppo può raggiungere i 30 km2 (12 miglia quadrate), ma non è attivamente difeso. È noto che i gorilla di pianura occidentali selvatici usano strumenti.
La dieta dei gorilla di pianura occidentali sono ricche di fibre, tra cui foglie, steli, frutti, midollo, fiori, corteccia, invertebrati e terreno. La frequenza con cui ciascuno di questi viene consumato dipende dal particolare gruppo di gorilla di pianura occidentale e dalla stagione. Inoltre, diversi gruppi di gorilla di pianura occidentale mangiano numeri e specie differenti di piante e invertebrati, suggerendo che abbiano una cultura alimentare. La frutta comprende la maggior parte delle diete dei gorilla di pianura occidentale quando è abbondante, influenzando direttamente i loro schemi di foraggiamento e di distribuzione. Esiste una correlazione tra la quantità di tempo che un gorilla di pianura occidentale viaggia e la stagione in cui i frutti sono disponibili. I gorilla di pianura occidentali trascorrono più tempo viaggiando e nutrendosi durante le stagioni in cui i frutti sono abbondanti rispetto a quando sono disponibili meno frutti.  I frutti dei generi Tetrapleura , Chrysophyllum , Dialium e Landolphia sono i preferiti dai gorilla di pianura occidentali. Le erbe di bassa qualità, come le foglie e la vegetazione legnosa, vengono mangiate solo quando i frutti scarseggiano. Nella stagione secca da gennaio a marzo, quando i frutti carnosi sono pochi e distanti tra loro, si consumavegetazione più fibrosa come le foglie e la corteccia delle erbe di bassa qualità Palisota e Aframomum . Degli invertebrati consumati dai gorilla di pianura occidentali, le termiti e le formiche costituiscono la maggioranza. Anche bruchi e larve vengono consumati in rarità.
Alcuni studi etnografici e farmacologici hanno suggerito un possibile valore medicinale in particolari alimenti consumati dal gorilla di pianura occidentale. Vengono consumati i frutti e i semi di più specie di Cola . Dato il basso contenuto proteico, il motivo principale del loro consumo potrebbe essere l'effetto stimolante della caffeina in essi contenuta. È stato osservato che i gorilla di pianura occidentali che abitano il Gabon consumano il frutto, i gambi e le radici di Tabernanthe iboga , che, a causa del composto ibogaina in esso contenuto, agisce sul sistema nervoso centrale, producendo effetti allucinogeni. Ha anche effetti paragonabili alla caffeina. Ci sono anche prove del valore medicinale dei baccelli di Aframomum meleguetanelle diete dei gorilla di pianura occidentale, che sembrano avere una sorta di beneficio per la salute cardiovascolare per i gorilla di pianura occidentale e sono una parte nota delle diete naturali per molte popolazioni selvatiche.
Uno studio pubblicato nel 2007 ha annunciato la scoperta di questa specie che combatte contro possibili minacce da parte dell'uomo.  Hanno "trovato diversi casi di gorilla che lanciavano bastoni e ciuffi d'erba".  Questo è insolito, perché i gorilla di pianura occidentali di solito fuggono e raramente caricano quando incontrano umani.
Un test dello specchio in Gabon mostra che i gorilla silverback delle pianure occidentali reagiscono in modo aggressivo quando si trovano di fronte a uno specchio, pur rifiutandosi di guardare completamente il loro riflesso.

## Distribuzione e habitat

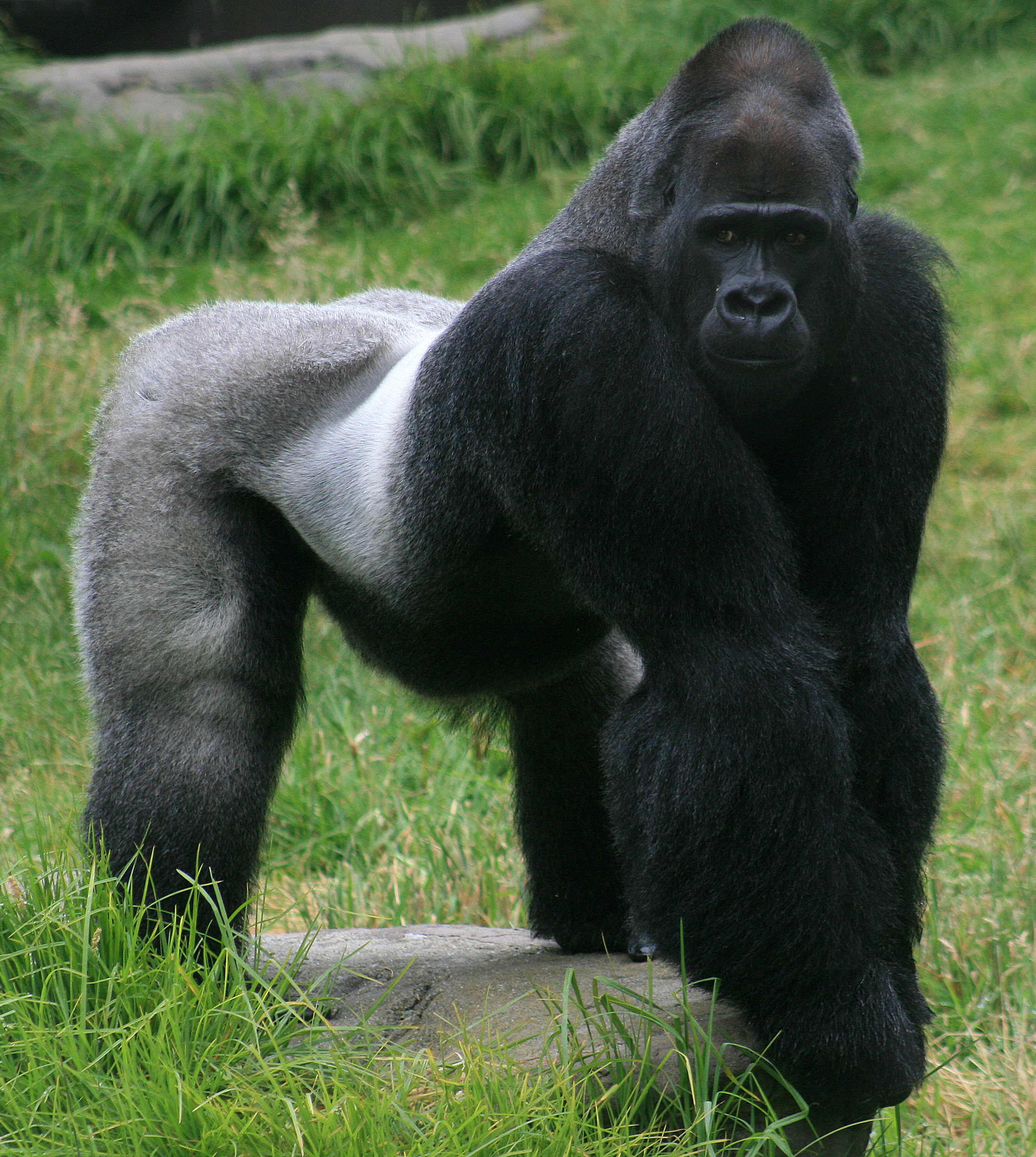
Gorilla occidentale maschio dello zoo di San Francisco

I gorilla occidentali vivono allo stato selvaggio in una zona di circa 710.000 km²,  che comprende parti di Nigeria, Camerun, Repubblica Centrafricana, Guinea Equatoriale, Gabon, Repubblica del Congo, Angola e l'estremità occidentale della Repubblica Democratica del Congo.
La sottospecie di pianura, tra le quattro sottospecie di gorilla, è quella a rischio di estinzione relativamente meno grave, essendo rappresentata ancora da un numero di individui compreso tra 80.000 e 100.000. La sottospecie gorilla di Cross River è invece ormai ridotta a pochi individui (tra 100 e 200) confinati in una ristretta area al confine tra Nigeria e Camerun (a stento visibile in figura). Quasi tutti i gorilla presenti negli zoo sono gorilla occidentali di pianura. 

## Conservazione
La World Conservation Union elenca il gorilla occidentale come in pericolo di estinzione , la denominazione più grave accanto all'estinzione globale, nella sua Lista rossa delle specie minacciate del 2007. Il virus Ebola potrebbe esaurire le popolazioni di gorilla occidentali a un punto in cui il loro recupero potrebbe diventare impossibile, e il virus ha ridotto le popolazioni nelle aree protette del 33% dal 1992 al 2007, il che potrebbe equivalere a un calo del 45% per un periodo di appena 20 anni che vanno dal 1992 al 2011. Anche il bracconaggio , il disboscamento commerciale e le guerre civili nei paesi che compongono l'habitat dei gorilla occidentali sono minacce. Inoltre, i tassi di riproduzione sono molto bassi, con un tasso intrinseco massimo di aumento di circa il 3% e gli alti livelli di declino dovuti alla caccia e alla mortalità indotta da malattie hanno causato diminuzioni della popolazione di oltre il 60% negli ultimi 20-25 anni. Piuttosto, secondo gli scenari delle stime ottimistiche, la ripresa della popolazione richiederebbe quasi 75 anni.
Il numero dei gorilla occidentali di pianura oscilla tra i 100.000 e i 200.000, dopo un sondaggio svolto dalla Wildlife Conservation Society del 2007, mentre la popolazione dei gorilla di Cross River conta meno di 400 unità.